# Confinements liés à la pandémie de Covid-19 en France
Pour des articles plus généraux, voir Pandémie de Covid-19 en France et Confinements liés à la pandémie de Covid-19 par pays.
Wikipédia ne donne pas de conseils médicaux ou sanitaires. Cet article est susceptible de contenir des informations obsolètes ou inexactes. Seul un professionnel de la santé est apte à vous fournir un avis médical, et seules les autorités sanitaires de votre pays sont compétentes pour donner des consignes de santé publique relatives à la pandémie de Covid-19.
Dans le cadre de la pandémie de Covid-19 survenue en 2020, l'interdiction de déplacement en France — vulgarisée dans les médias par les expressions « confinement de la population », « confinement national », ou « confinement partiel » — est une mesure sanitaire mise en place par le gouvernement français à trois reprises afin de freiner la diffusion du coronavirus 2019 en France :
1. du 17 mars au 11 mai 2020 non inclus, soit 1 mois et 25 jours ;
2. du 30 octobre au 15 décembre 2020 non inclus, soit 1 mois et 15 jours ;
3. du 3 avril au 3 mai 2021 non inclus, soit 28 jours.

Elle s'insère plus globalement dans un ensemble de politiques de restrictions des contacts humains et des déplacements en réponse à la pandémie de Covid-19 en France.
Après une campagne sanitaire de recommandation des « gestes barrières » hygiéniques et de distanciation physique, la décision d'un premier confinement au niveau national est annoncée au soir du 16 mars 2020 par le président de la République, Emmanuel Macron, lors d'une adresse à la nation. Il indique à plusieurs reprises que la France est en « guerre » contre la Covid-19, alors que le pays, au « stade 3 » des mesures sanitaires gouvernementales, est en pleine expansion épidémique.
Le confinement national implique la restriction des déplacements au strict nécessaire (courses alimentaires, soins et travail quand le télétravail n'est pas possible), des sorties près du domicile (activité sportive individuelle, hygiène canine), ainsi que la pénalisation des infractions liées à cette nouvelle règle, la fermeture des frontières de l'espace Schengen et le report du second tour des élections municipales.

## Premier confinement national, du 17 mars au 11 mai 2020

### Contexte

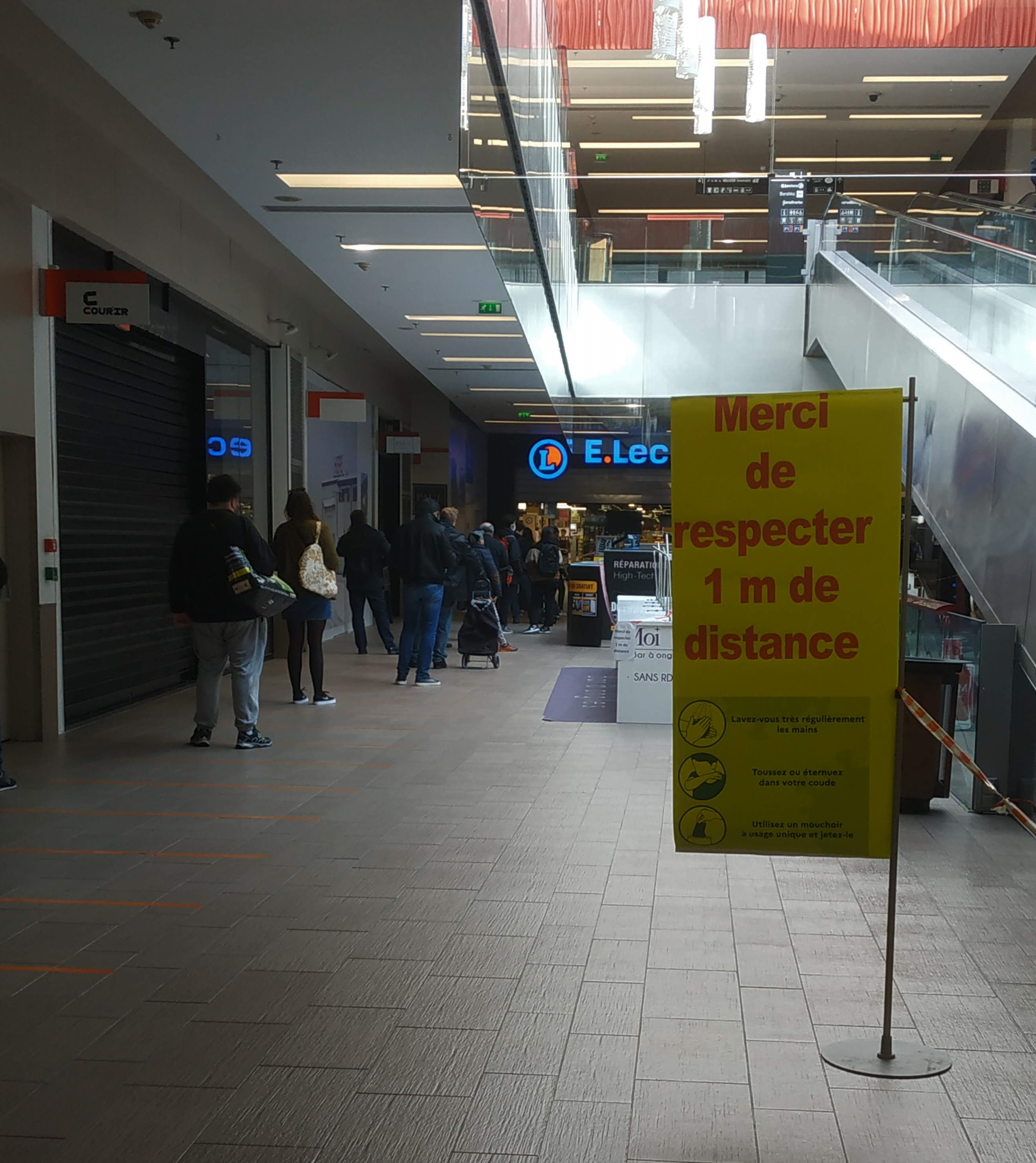
Mesure de distanciation physique devant un hypermarché à Strasbourg.

La mesure du confinement national, appelé « Grand confinement » dans les milieux académiques, a été adoptée en France en raison de la pandémie de Covid-19, dont le premier foyer est apparu à la mi-décembre 2019 à Wuhan, en Chine, et qui s'est répandue en France à partir de la fin janvier 2020.
Cette situation a provoqué une « crise sanitaire, sociale et économique » en France, et a entraîné des mesures de mise en quarantaine de certains foyers d'épidémie de niveau régional.
À la mi-mars 2020, le bilan sanitaire mondial s'élève à plus de 7 000 morts, et l'Europe est devenue l'un des principaux foyers de la pandémie.
Les médecins généralistes privilégient les consultations par téléphone pour éviter tout risque de contamination dans leurs cabinets et les EHPAD interdisent les visites.
Quelques jours avant que ce confinement ne soit imposé, l'augmentation des cas en France avait déjà entraîné le jeudi 12 mars l'annonce par Emmanuel Macron d'une fermeture des établissements scolaires à partir du lundi suivant, puis « la fermeture effective de tous les lieux publics non indispensables à la vie du pays » annoncée par le Premier ministre le soir du 14 mars 2020,. Le nombre de cas confirmés de malades du coronavirus en France, passe de 4 500 cas à 5 423 cas dépistés (dont 400 graves ainsi que 127 décès) dans la journée du 15 mars 2020.
Le 15 mars, le premier tour des élections municipales a lieu.

### Prise de la décision

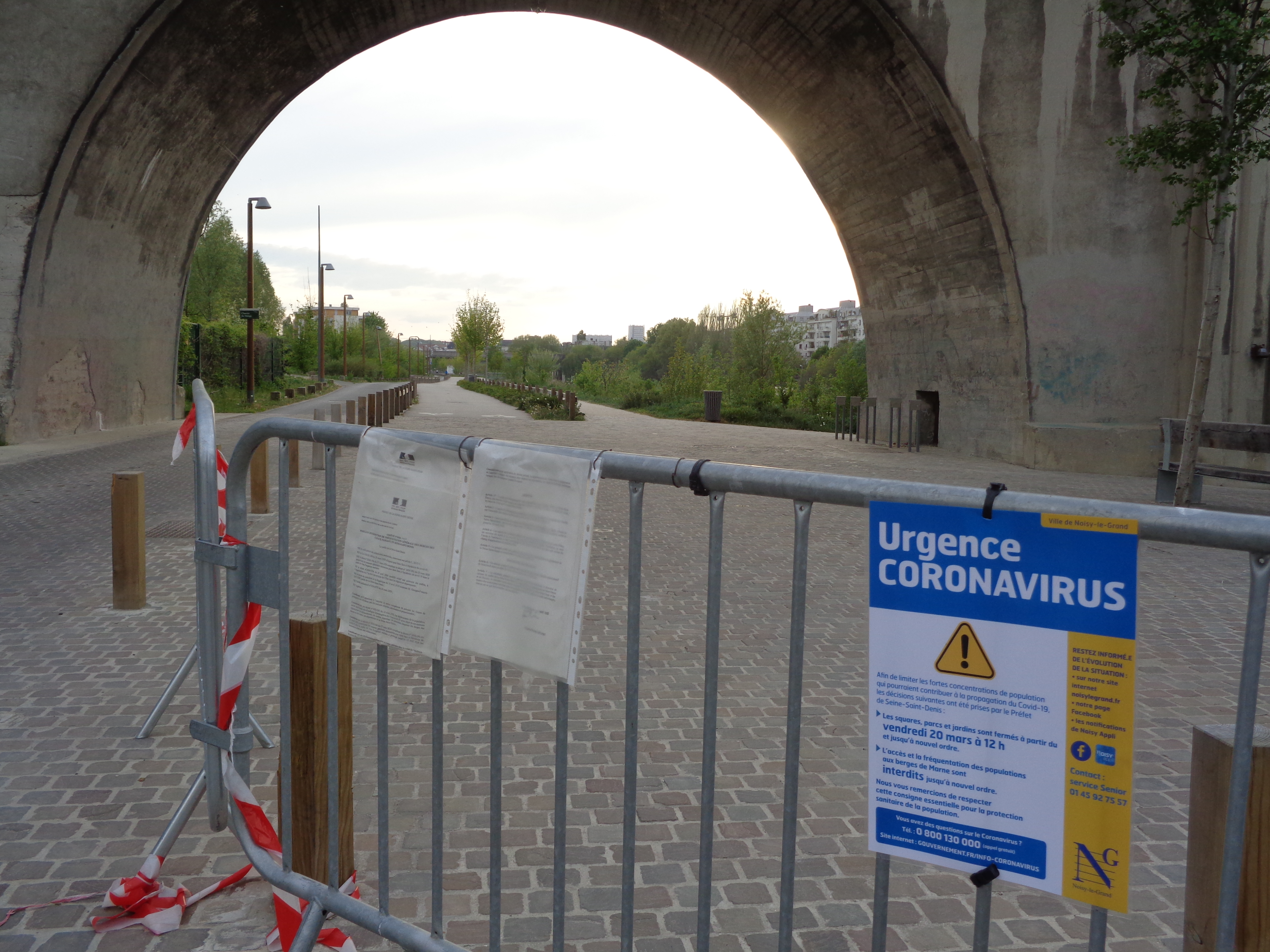
Accès aux zones de promenade le long de la rivière Marne interdit à Noisy-le-Grand par décision de la préfecture de Seine-Saint-Denis, du 20 mars 2020 jusqu'à nouvel ordre, en réponse à la pandémie de Covid-19. Il s'agit de réduire le risque de regroupements de personnes dans les espaces verts.

Le 16 mars 2020 au matin, une coordination européenne a lieu entre la présidente de la Commission européenne, Ursula von der Leyen, le président du Conseil européen, Charles Michel, la chancelière allemande, Angela Merkel et le président français, Emmanuel Macron. À l'issue de cette réunion, le président français annonce sur Twitter qu'il prendra « des décisions exigeantes dans les prochaines heures ». L'après-midi, il convoque un conseil restreint de Défense à l'Élysée, et la progression de la Covid-19 est, au même moment, qualifiée d'« inquiétante » par le directeur général de la Santé, Jérôme Salomon, au vu de la « courbe exponentielle » de l'épidémie entraînant l'augmentation du nombre de personnes atteintes et donc de morts,.
Cette décision fait suite aux mesures de confinement du 22 janvier par le gouvernement chinois qui a placé sous quarantaine trois villes de la province de Hubei : Wuhan, Huanggang et Ezhou, puis d'autres villes comme Shanghai et Pékin. Cette décision fait suite également aux choix de pays voisins de la France : le confinement similaire en Italie commencé le 9 mars 2020, ainsi que celui appliqué en Espagne depuis le 15 mars 2020.
Le confinement obligatoire est annoncé lors d'une annonce  à la nation du président de la République, Emmanuel Macron, sous la forme d'une allocution télévisée diffusée le 16 mars 2020 à 20 h ainsi que sur le site Internet de l'Élysée. Il y souligne à six reprises que « la France est en guerre » sanitaire contre la Covid-19.
À la suite de l'allocution présidentielle, le ministre de l'Intérieur Christophe Castaner précise dans la nuit du 16 au 17 mars les consignes applicables à compter du 17 mars 2020 à 12 h. Il emploie le terme de « confinement », mot qui n'avait pas été employé par le Président.

### Prolongations
Le 27 mars, le Premier ministre Édouard Philippe annonce une prolongation du confinement, au moins jusqu'au 15 avril.
Le 13 avril, le président Emmanuel Macron annonce que le confinement est prolongé jusqu'au 11 mai.

### Mesures
Le confinement imposé à l'ensemble du pays, pour une durée minimale de quinze jours, est une mesure destinée à restreindre les mouvements de population afin de limiter la propagation de la pandémie de maladie à coronavirus de 2020 en France.

#### Interdictions
Avant l'entrée en vigueur du confinement, les Français doivent regagner le domicile de leur choix. La population est ensuite tenue de rester à domicile à partir du 17 mars à midi, les seuls motifs de sortie étant d'aller travailler ou d'effectuer un déplacement professionnel, faire ses courses, se déplacer pour raison de santé, pour raison d'urgence familiale, pour la garde d'enfant, pour une activité physique individuelle (à proximité du domicile) ou pour sortir un animal de compagnie, tout rassemblement étant interdit.
Les personnes se trouvant à l'extérieur de leur domicile doivent — sur réquisition des forces de l'ordre — présenter une attestation dérogatoire de déplacement justifiant de la nécessité du déplacement. Si une personne ne respecte pas cette obligation, les forces de l'ordre peuvent l'obliger à payer une amende, initialement de 38 €, montant qui passe à 135 € puis à 1 500 € en cas de récidive dans les 15 jours. Ce montant est par la suite revu à la baisse avec une amende de 200 € en cas de récidive et une majoration à 450 €. En cas de verbalisation à plus de 3 reprises dans un délai de 30 jours, l'amende est de 3 750 € et passible de 6 mois d'emprisonnement. L'établissement d'une fausse attestation est un délit.
L'attestation peut être imprimée ou manuscrite (sur papier libre). Les attestations orales ne sont pas acceptées. Les attestations sur smartphone — initialement permises — sont interdites sur des applications tierces, jusqu'à la mise en ligne dès le 6 avril d'un générateur d'attestation de déplacement dérogatoire officiel disponible sur le site du ministère de l'Intérieur. Les informations saisies sur cette attestation, ainsi que la date et l'heure de génération du document PDF, sont compilées sur un code QR lisible par les forces de l'ordre.
Cent mille policiers et gendarmes sont chargés du respect du confinement. Le fichier ADOC est, dans un premier temps, consulté illégalement par les forces de l'ordre, en raison d'une « anomalie dans le dispositif policier mis en place par le ministère de l'Intérieur pour contrer l'épidémie due au coronavirus ». Afin de constater la réitération de l'infraction de non-respect du confinement, qui devient un délit à partir de quatre violations en trente jours, les forces de police étaient amenées à consulter le fichier ADOC, « destiné aux infractions routières et non pour les contraventions de quatrième catégorie ».
Un grand nombre de zones de promenade sont totalement interdites de fréquentation : bords de mer, parcs, forêts, abords de certains monuments[Lesquels ?][réf. nécessaire].
Outre les mesures nationales, certaines mesures locales viennent durcir le confinement. Ainsi, le 19 mars, face aux 11 cas de Covid-19 déclarés en Tarn-et-Garonne (sur 258 349 habitants), le préfet Pierre Besnard, « considérant que le département de Tarn-et-Garonne constitue bien une zone de circulation active du virus », prend un arrêté très restrictif sur la liberté de circulation des personnes. Bien que la densité de population ne soit que de 69 hab./km2, Pierre Besnard arrête que « les voies pédestres et cyclables des berges de canaux et cours d'eau » ainsi que « les sentiers de randonnée balisés sont interdits au public ».
Le 7 avril, la maire de Paris Anne Hidalgo annonce l'interdiction des pratiques sportives en extérieur dans la capitale entre 10 h et 19 h. La mesure prend effet dès le lendemain.

#### Fermetures

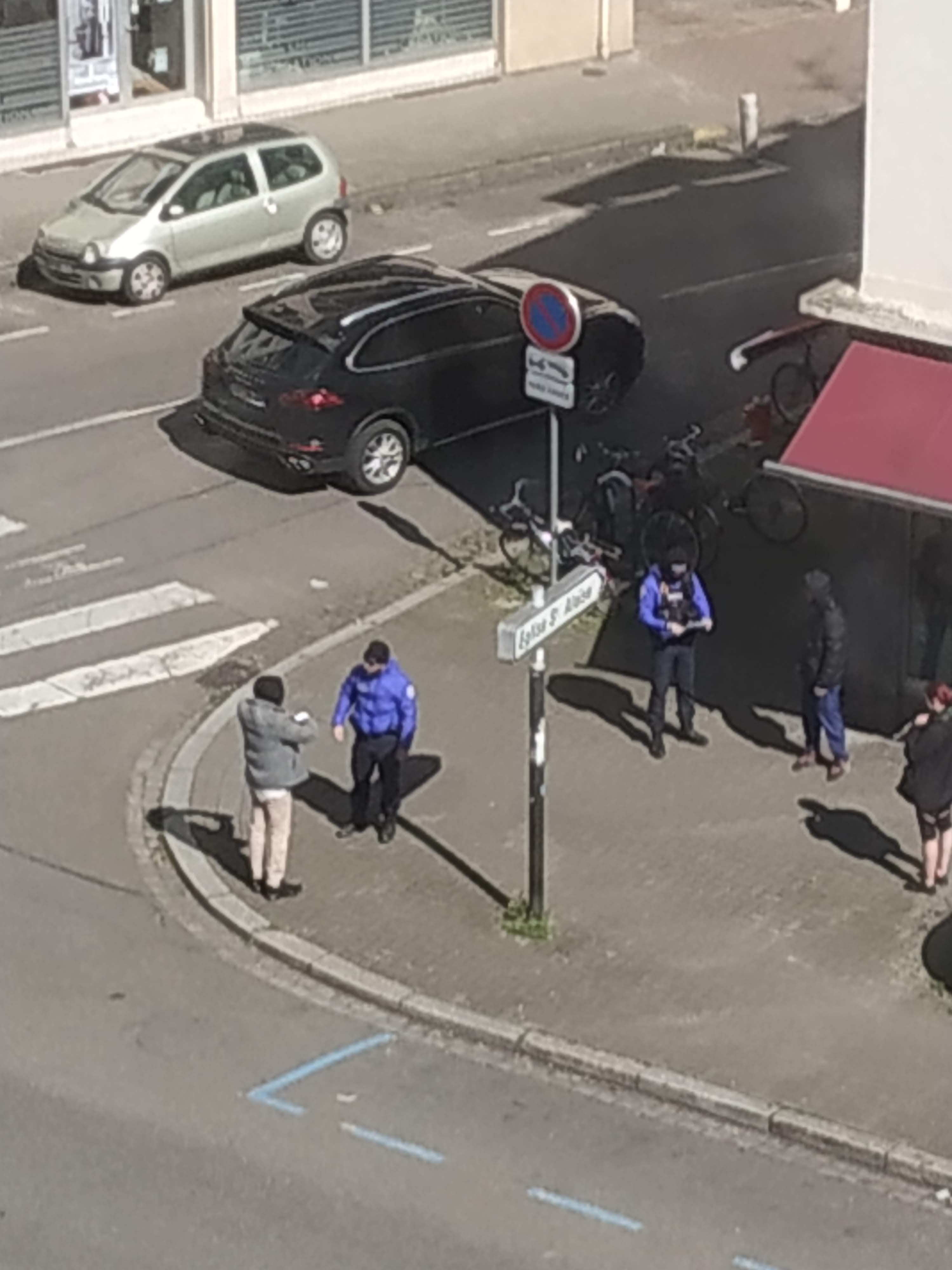
Contrôle des attestations par la police nationale lors du confinement en mars 2020.

Dans le domaine de l'activité économique, les restrictions liées au confinement ont rendu obligatoire la fermeture temporaire des magasins et des entreprises « non essentiels pour la vie de la nation », et des lieux de sociabilité et de loisirs que sont les bars, restaurants, cafés, cinémas, casinos, et commerces de détail, à l'exception des pharmacies et des magasins d'alimentation[réf. nécessaire].
Le 16 mars, les présidents de la Commission européenne et du Conseil européen, la chancelière allemande et le président français décident la fermeture des frontières de l'espace Schengen. Cette mesure n'a aucune efficacité selon certains épidémiologistes.
Le 20 mars, la ville de Nice (dont le maire Christian Estrosi a été testé positif à la Covid-19 le 16 mars) est la première commune en France à instaurer un couvre-feu à partir de 20 h. Elle est suivie par la ville de Perpignan le 21 mars.
Le 21 mars, le préfet des Alpes-Maritimes décrète un couvre-feu dans tout le département. Cette mesure est inédite sur le territoire français. Cet arrêté préfectoral prend effet le 21 mars à partir de 22 h. Il n'est plus possible de se déplacer dans le département, sans raison valable, entre 22 h et 5 h[réf. nécessaire]. Les commerces alimentaires ont pour obligation de fermer au plus tard à 21 h 30[réf. nécessaire]. Toute personne circulant durant le couvre-feu sans justificatif valable est sanctionnée d'une amende à hauteur de 135 €.

#### Reports
Le second tour des élections municipales est reporté pour les communes n'ayant pas élu leur conseil municipal dès le premier tour.

#### Cadre juridique
Le cadre juridique a été de plusieurs natures.
Les mesures prises les 16 et 17 mars prennent la forme de décrets : le décret du 16 mars 2020 « portant réglementation des déplacements dans le cadre de la lutte contre la propagation du virus Covid-19 » et le décret du 17 mars « portant création d'une contravention réprimant la violation des mesures destinées à prévenir et limiter les conséquences des menaces sanitaires graves sur la santé de la population ». Ces décrets s'appuient sur l'article L3131-1 du Code de la santé publique et « vu les circonstances exceptionnelles ».
La loi d'urgence du 23 mars pour faire face à l'épidémie de Covid-19 crée et instaure immédiatement l'état d'urgence sanitaire,. Le même jour, les arrêtés et décrets précédents sont abrogés, leur contenu étant repris dans le nouveau cadre juridique[réf. nécessaire].

### Déconfinement
Le déconfinement vise à rétablir une situation normale après un confinement. Annoncé par Emmanuel Macron le 13 avril, il prend effet le 11 mai. Selon les termes employés par Édouard Philippe, alors Premier ministre, « la liberté va redevenir la règle et l'interdiction l'exception ».
Les couleurs indiquent le degré de déconfinement par département indiqué par le gouvernement français, effectif le 11 mai 2020. Il est possible à partir de cette date de se déplacer sans attestation ; mais dans les régions rouges, les parcs, jardins et les collèges restent fermés. Seul le département de Mayotte reste confiné jusqu'à nouvel ordre.
À partir du 16 mai, quelques plages françaises commencent à rouvrir selon les décisions prises par les préfets de chaque région, le bronzage et s'y asseoir restant interdits sur la majorité des plages concernées ; une carte de « déconfinement des plages » est dressée.

Couleur des départements au 7 mai 2020.

La phase 2 du déconfinement commence le 2 juin : tous les départements passent en vert sauf la Guyane, Mayotte et ceux d'Île-de-France. Le 15 juin, tous les départements passent en vert sauf la Guyane et Mayotte.

### Conséquences

#### Violences
Pendant le premier confinement :
- les hospitalisations d'enfants de moins de 5 ans pour cause de violences physiques ont augmenté de 50 %[48] ;
- les interventions de la police à domicile pour violences intrafamiliales ont augmenté de 42 %[49] ;
- le nombre d'appels au 3919 (numéro d'appel national de la fédération nationale Solidarité Femmes à destination des victimes de violences sexistes et sexuelles) a triplé par rapport à la même période en 2019[50].

#### Impact social
Le premier confinement est marqué par une baisse des salaires. Du fait des mesures de soutien aux bas salaires, la France a enregistré une baisse de salaire des plus pauvres parmi les plus faibles d'Europe, inférieure à celle en Allemagne et au Royaume-Uni. Cependant le tissu économique et social a été fortement perturbé. Le Secours populaire français a noté suite à cette période de confinement une forte augmentation des demandes d'aide et 45 % des personnes se présentant à l’association en 2020 étant des primo-bénéficiaires .
La baisse des revenus et la considérable diminution du nombre de personnes qui fréquentent les commerces (restauration, petits marchés, boulangeries, tourisme…) a impacté les commerces locaux. Selon l'Insee, « 73 % des sociétés déclarent une baisse de leurs ventes supérieure à 10 %, et 35 % une baisse supérieure à 50 % durant cette période. » Sans cette stabilité de ventes, les propriétaires n'arrivent pas à assurer leurs employés ainsi qu'eux-mêmes. En conséquence de ceci, plus de treize millions de salariés sont concernés par une activité partielle et une grande partie des salariés (47 %) travaille dans des entreprises de moins de 50 personnes. Le lien de participation organique est fragilisé.
Les enfants qui bénéficiaient de repas gratuits à la cantine n'en bénéficient plus.
Selon Médiamétrie, les téléspectateurs consacrent une heure de plus à la télévision en moyenne chaque jour du mois de mars 2020, avec un record dimanche 22.

#### Impact sur le plan numérique
Cette crise sanitaire de la covid-19 nous a rappelé l'enjeu de l'accès au numérique. Elle a souligné la nécessité de la formation et de l'accès aux équipements informatiques (accès, équipements, compétences). Selon l'Insee près d’un quart des Français (23 %) ne possède ni ordinateur personnel ni tablette, et un sur cinq ne dispose pas d’abonnement internet. La crise liée au COVID-19, et le confinement en particulier, peuvent être vus comme un crash test. Sur ce point, le numérique s’est révélé être un facteur indispensable au maintien de nombreuses de nos activités sociales, culturelles, économiques… Les difficultés dans son usage ont donc eu des conséquences importantes, sur tous les plans (accès à l'école en ligne, accès au suivi médical en ligne, accès à l'emploi en ligne…), pendant le confinement.

#### Impact sur la santé mentale
L’enquête Coviprev de Santé publique France au printemps 2020 pointe une augmentation des états anxieux. Il y a aussi une augmentation de la consommation d'anxiolytiques et de médicaments liés au sevrage des opiacés. Cela touche en particulier les étudiants très isolés avec des cours en distanciel, les chômeurs et les télétravailleurs quand ce bouleversement n'a pas été préparé. Pour le psychiatre Serge Tisseron, « Le déni de l’importance du lien social pour la santé psychique, manifesté tout au long du premier confinement, à la fois dans les mesures prises et la façon de les présenter, a déjà eu des effets désastreux. » Les personnes qui contractent le virus sont de plus stigmatisées pour imprudence et irresponsabilité. L'infection elle-même et sa réponse inflammatoire a des conséquences psychiatriques. Pour le médecin Frédéric Atger, ceci intervient à un moment où la psychiatrie est affaiblie avec des fermetures de lits.
La psychologue et psychothérapeute Marie-Estelle Dupont souligne les dégâts des confinements sur la santé mentale et physique : « si l'être humain est capable d'affronter l'épreuve, il n'est pas fait pour l'injonction paradoxale », celle qui consiste à  « enfermer de force des gens bien portants », à les priver d'activités nécessaires à leur santé, ce qui revient à « arrêter la vie pour éviter la mort. » Il en résulte une « intranquillité majeure » qui fragilise toutes les générations.
Le lien social, les rapports sociaux en général et la convivialité qui s’en dégage sont essentiels pour l’équilibre mental des individus.
Certains chercheurs se sont penchés sur la question de l'achat compulsif de biens de consommation en explorant dans quelle mesure il pouvait servir de pratique compensatoire permettant de compenser un sentiment d’insécurité en situation de confinement[évasif]. 
L’être humain est avant tout un être social, or loin de son entourage, loin de ses parents et de ses semblables, il ne peut mener une vie normale. L’isolement est depuis toujours une punition, surtout dans le cadre carcéral. De plus, l'isolement, même provisoire et la paranoïa qui découle de la crainte de contagion est une double distanciation : l'une imposée par le confinement légal, l’autre par l’intériorisation défensive de la crainte d’autrui, par la peur de contagion,. C'est le cas, par exemple, pour les personnes âgées plus à risque de contamination qui ne voient plus depuis plusieurs mois leurs familles respectives. Pour Hans Kluge (en), responsable  pour l’Europe de l’OMS « La France a oublié ses personnes âgées. »
Par ailleurs, d'après des données de CoviPrev : une enquête pour suivre l'évolution des comportements et de la santé mentale pendant l'épidémie de COVID-19 « La prévalence des états dépressifs avait été multipliée par deux entre fin septembre (11 % en vague 15) et début novembre (23 % en vague 17) » ce qui s’accompagne d’une hausse de troubles de sommeil, soit une augmentation de « 60 % vs 49 % dans le Baromètre Santé publique France 2017 » qu’on retrouve surtout dans « les catégories socioprofessionnelles inférieures (CSP-) et les personnes présentant un risque de développer une forme grave de COVID-19. »
De surcroît, le profil de personnes relevant d’une santé mentale délabrée est mitigé : les femmes, « les personnes ayant ou ayant eu des symptômes de COVID-19 », « les 18-34 ans et les inactifs » ou encore « les personnes déclarant des antécédents de trouble psychologique, celles déclarant une situation financière très difficile et les personnes vivant dans un logement surpeuplé ».
Avec 5 années de recul,  le nombre d’hospitalisations pour tentative de suicide ou automutilation a augmenté de 63 % chez les jeunes filles de 10 à 14 ans et de 42 % entre 15 et 19 ans. Une étude cherchant à établir un lien « entre le climat émotionnel collectif et des biomarqueurs cérébraux objectifs », suggère que « le stress psychologique du confinement lié au Covid-19 a engagé les mêmes mécanismes neurobiologiques que ceux généralement associés aux évènements post-traumatiques ».

#### Quartiers dits populaires
Avec l’arrivée de la Covid-19, les conditions de pauvreté des quartiers défavorisés ont été accentuées. L’exclusion sociale, l’abandon scolaire, le chômage ainsi que de faibles revenus mensuels ont été des facteurs intensifiés par la pandémie. La hausse du chômage quant à elle s’explique par un télétravail appliqué de manière très différenciée. Tandis que 50 % des cadres l'ont pratiqué à temps plein, 70 % des professions considérées comme essentielles ont continué de se rendre sur leur lieu de travail.
Sur le plan économique, beaucoup d'emplois dans ces quartiers sont ubérisés — c'est-à-dire précaires — et une partie de la population vit de l'économie informelle également affectée par les mesures de confinement. Enfin, les jeunes de milieux populaires, déjà fragiles avant la crise sanitaire, ont été frappés par une perte de revenus puisque l'État n'a pris en charge que 84 % du salaire.
Le confinement affecte donc plus durement les personnes habitant ces quartiers populaires. Leurs conditions de vie sont plus difficiles qu'ailleurs, avec des logements surpeuplés par rapport à la moyenne nationale et une plus grande difficulté à s'informer sur la crise sanitaire et à y faire face notamment à cause de la fracture numérique. Les habitants des ZUS sont alors, dû à toutes inégalités, 2,5 fois plus exposés au virus. La plupart des personnes qui vivent dans un logement exigu ou surpeuplé habitent aussi dans des villes très denses, ce qui multiplie les risques d'être contaminé,.
On observe alors un effet cumulatif des inégalités, qui peut être observé sur les plans économique, sanitaire mais aussi social. Les quartiers populaires subissent des contrôles de police plus fréquents et parfois violents. C'est en banlieue que sont localisés la quasi-totalité des cas rapportés de violence policière pendant le confinement. Au 23 avril, le Ministre de l'Intérieur Christophe Castaner déclare que le département de Seine-Saint-Denis a subi au moins deux fois plus de contrôles que le reste du pays, et le journal Libération relève que le taux de verbalisation y est trois fois plus élevé. À Nice, dans les quartiers populaires, le couvre-feu commence deux heures plus tôt que dans le centre-ville.
Une note du service central du renseignement territorial datée du 14 avril remarque que « le confinement est globalement respecté par la population » dans les quartiers sensibles.

#### Montée en puissance de l'ubérisation
La crise économique due à la Covid-19, a eu pour effet collatéral l'accélération de l'ubérisation de la société, en rendant la société beaucoup plus dépendante de ce modèle économique. Le chiffre d'affaires de certaines entreprises (StaffMe, JobyPepper) a plus que doublé durant cette période, leurs clients étant des entreprises, obligées de s'adapter à ce contexte particulier, causant une perte de leurs revenus ; mais le secteur B2C a aussi été touché car le confinement obligeait les consommateurs à rester chez eux, favorisant la livraison de biens commerciaux commandés à distance.

#### Conséquences sur l'environnement
Le confinement a eu un impact majeur sur l'environnement, notamment sur l'empreinte carbone des français qui a chuté de 62 % depuis la mise en place du confinement. Cette baisse se constate particulièrement au travers des transports qui représentent 25 % des émissions de carbone en moins. Le trafic aérien a chuté de 90 % comparé à l'année précédente en Europe, une baisse sans précédent pour les émissions de gaz à effet de serre.
Selon une étude de Santé publique France, l'amélioration de la qualité de l'air liée au premier confinement — conséquence d'une baisse importante du trafic routier et des activités industrielles — a permis d'éviter, à long terme, 2 300 décès liés à l’exposition aux particules fines et 1 200 décès liés à l’exposition au dioxyde d’azote. La moitié des vies épargnées se concentre dans les communes appartenant à une unité urbaine de plus de 100 000 habitants.
Santé publique France souligne cependant que les privations de liberté ont eu des conséquences négatives sur la santé : exposition accrue à la pollution de l’air intérieur, augmentation de la sédentarité, conséquences psychiques tels que détresse psychologique, troubles anxiodépressifs, symptômes de stress post-traumatique et troubles du sommeil, etc.
Les écosystèmes ont été à même de bénéficier du confinement. La faune sauvage ainsi que la flore ont pu reprendre leurs marques, notamment les oiseaux ainsi que les insectes et les animaux sauvages.
Le confinement a donc créé une baisse spectaculaire des émissions de gaz à effet de serre, particulièrement visible sur de nombreuses images satellites, mais ces changements n'auront aucun impact sur le climat mondial sans dispositions sur le long terme.

#### Conséquences scolaires
Le confinement, en obligeant à un enseignement en distanciel, a brisé la relation entre les enseignants et les élèves. De plus il a généré une fracture numérique des élèves de tout niveau ne possédant pas d’ordinateur suffisamment performant ou ayant une trop mauvaise connexion ou connexion limitée avec petite enveloppe de données. Le profil des élèves touchés par cette fracture numérique participe à un écart supplémentaire en fonction de l'origine sociale des élèves. En mai 2020 à la fin du premier confinement, Jean-Michel Blanquer alors ministre de l’éducation nationale indique une perte de contact avec 4% des élèves soit 500 000 élèves qui aurait décrochés sur un total de 12 million.
De plus, le brevet et le bac 2020 sont notés sur la base du contrôle continu, ce qui est totalement inédit en France depuis mai 1968.

#### Média
En matière de radio, on assiste à diverses adaptations :
- Télétravail du personnel[88], certaines radios montrant des animateurs confinés chez eux, à l'instar de Fun Radio[89] ;
- Syndication de programmes, comme sur le réseau France Bleu[90] ;
- Stations placées en quarantaine, comme France Bleu Normandie (Seine-Maritime - Eure), France Bleu Normandie (Calvados - Orne) et France Bleu Belfort Montbéliard[90],[91] ;
- NRJ Group ferme ses stations locales mais assure la diffusion de programmes nationaux[92].

Avec le label Nation apprenante, le ministère chargé de l'Éducation nationale et plusieurs médias audiovisuels et de la presse écrite se sont mobilisés au printemps 2020 pour proposer des programmes en lien avec les programmes scolaires,.

#### Humour
À cause du confinement national, sur les réseaux sociaux, les notes d'humour circulent avec notamment la création de détournements d'images cultes, d'astuces, de blagues d'internautes ainsi que de nombreux mèmes,.
Durant cette période, chaque soir à 20 h, depuis son appartement parisien, le comédien Noam Cartozo anime Questions pour un balcon avec ses voisins en direct sur Instagram, une parodie de l'émission Questions pour un champion,.
Le 21 avril 2020, le groupe Les Goguettes cartonne (4 600 000 vues au 15 octobre 2020) avec sa parodie T'as voulu voir le salon sur l'air de la chanson Vesoul de Jacques Brel portant sur le vécu de la période de confinement due au coronavirus.

### Efficacité

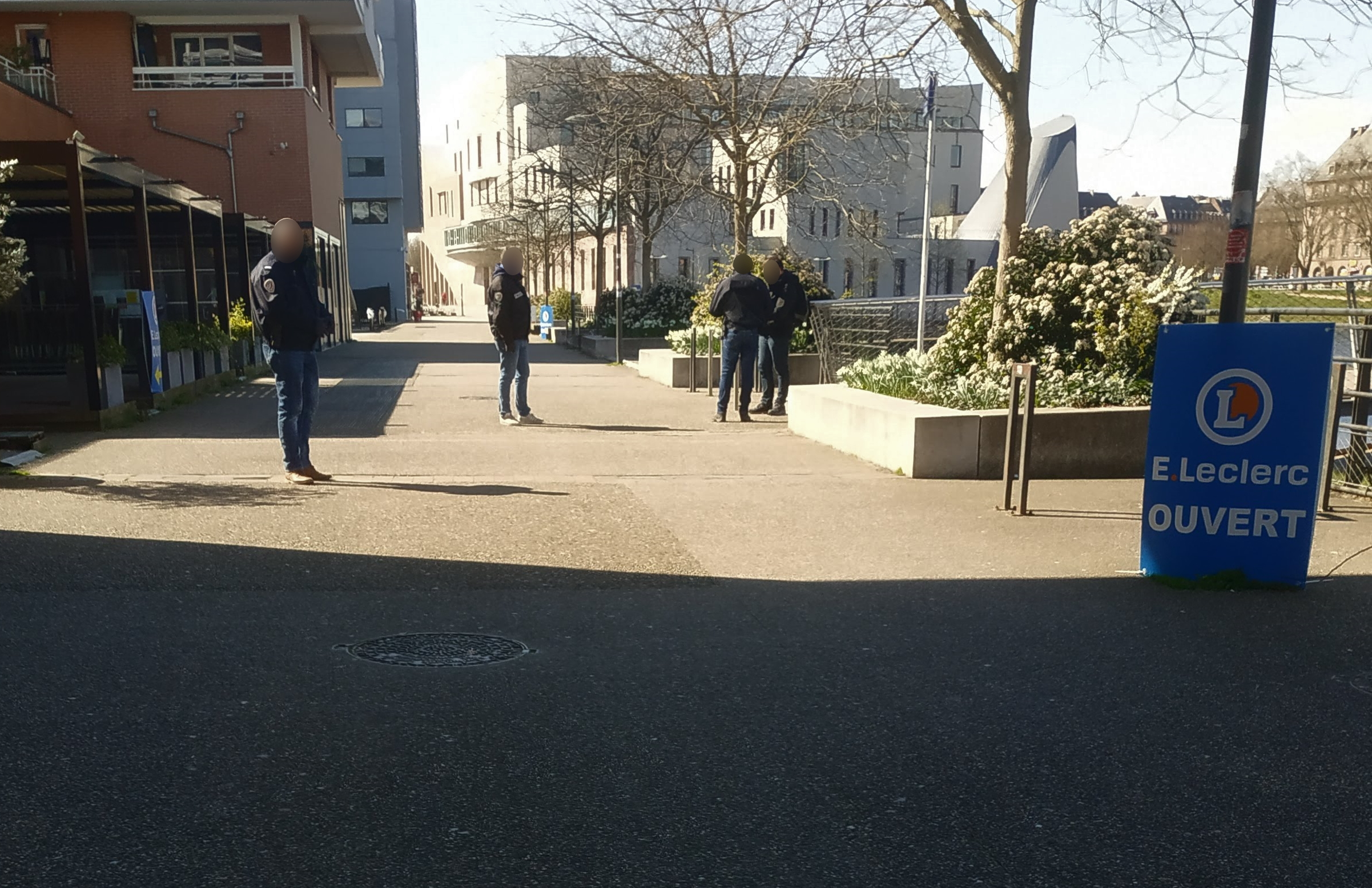
Contrôle de police à Strasbourg lors du confinement.

#### Réduction de la propagation de la maladie
Pour les scientifiques compétents dans le domaine de la modélisation des épidémies, le but du confinement est de stopper la diffusion exponentielle du virus,, en agissant sur le nombre de reproduction de base ({\displaystyle R_{0}}) afin de réduire le plus possible le nombre de personnes atteintes et donc de morts,,. Ainsi, selon une étude du mois de mars 2020, à défaut de pouvoir maintenir la population confinée pour une durée telle que, par exemple, un vaccin soit mis au point (ce qui pourrait prendre dix-huit mois ou plus), un confinement de trois mois (accompagné des autres mesures de lutte contre l'épidémie) permettrait une diminution du nombre de morts de moitié et une réduction des deux tiers du pic de surcharge du système de santé.
Selon Jean-François Delfraissy, président du conseil scientifique sur le coronavirus, « l'objectif du confinement est de limiter le nombre de formes graves pour permettre à notre système de soin de rester efficace ». Ce confinement est aussi présenté par certaines sources comme permettant que le nombre de personnes infectées ne provoque l’effondrement du système de santé,. Pour le ministère des Solidarités et de la Santé : « limiter les contacts permet de sauver des vies ».
Une étude de la propagation basé sur d'autres études des symptômes les plus communs, tels que la perte du goût et de l'odorat en France et en Italie, montre une diminution nette des nouveaux symptômes juste quelques jours après le début du confinement. Cependant l'effet du second confinement en France est moins net, l'épidémie ayant été ralentie avec la mise en place de l'état d'urgence et du couvre feu.
Selon une étude épidémiologique française publiée par trois chercheurs de l'École des hautes études en santé publique et du CHU de Rouen, « le confinement pourrait avoir évité autour de 590 000 hospitalisations et 140 000 admissions en soins intensifs sur l'ensemble du territoire métropolitain ».
Toutefois, des avis contraires sont émis, notamment par l'ancien directeur général de la santé William Dab qui cite trois critiques :
- après quatre semaines de confinement, la courbe n'a que ralenti faiblement :
  - des gens continuent à travailler et prennent les transports en commun ;
  - le port du masque n'est pas généralisé.
- la question de la transmission aérienne du virus (sous forme d'aérosol) en complément des gouttelettes respiratoires est également posée notamment dans la revue Nature[113];
- des personnes contagieuses sortant du milieu médical sont renvoyées chez elles où elles peuvent contaminer leur famille[112].
- une modélisation montre que si le premier confinement a permis dans les pays européens de mettre à l'arrêt l'épidémie, ce n'aurait pas été le cas si le coefficient de diffusion {\displaystyle R_{0}} avait été 25% plus élevé[114]. On semble observer en janvier 2021 ce phénomène au Royaume-Uni[115].

Certaines personnalités telles que Didier Raoult, microbiologiste et infectiologue français à la faculté de médecine de l'IHU de Marseille, membre du conseil scientifique Covid-19 mandaté par le gouvernement, jugent quant à eux le confinement inutile car inefficace. Didier Raoult n'assistera à aucune des réunions du conseil scientifique et refusera à partir du 24 mars d'y participer arguant du manque de fiabilité scientifique.
Le 29 janvier 2021, Les Échos reprennent une étude, parue le 5 janvier 2021 dans le European Journal of Clinical Investigation, mettant en cause l'efficacité des confinements,. Selon Renaud Girard et Jean-Loup Bonnamy, les pays européens qui ont pratiqué un confinement sévère (Belgique, Espagne, France, Italie, Royaume-Uni...) ont eu bien plus de morts que l'Allemagne, qui a pratiqué un semi-confinement plus souple, et surtout que des pays asiatiques qui ont fait le choix du dépistage, comme la Corée du Sud et Taïwan.
Selon une méta-analyse publié en novembre 2021 dans Plos One, le confinement semble effectivement efficace.

#### Non-respect et contournement des mesures
Le nombre de verbalisations par les forces de l'ordre s'élève à plus de 700 000 durant le premier mois de confinement (sur 11,8 millions de contrôles).
Après l'annonce du confinement, de nombreux citadins quittent les grandes villes. Si seulement 4 % de la population générale a quitté son logement principal ou habituel, une enquête de l'IFOP sur un échantillon relevant des classes sociales supérieures indique que cette proportion s'élève à 10 % de cette population, 12 % chez les habitants des Hauts-de-Seine et 17 % chez les Parisiens (contre seulement environ 7 % dans les autres départements franciliens). Orange estime qu'un million de personnes a quitté l'agglomération parisienne, soit 20 % de la population du territoire,. La SNCF met en place un plan de transport pour le retour des Parisiens le week-end du 8 mai.
À l'approche de la fin du confinement, certains comportements sont qualifiés de comportements de relâchement et considérés responsables de la création de nouveaux foyers épidémiques.
Dès le 11 mai, la préfecture de Nantes dénonce l'attitude de 300 manifestants s'étant réunis devant l'hôpital pour venir pour certains rendre un hommage, d'autre pour dénoncer la gestion de la crise sanitaire. Tandis qu'à Paris, l'agglutinement des passants sur les berges conduit à l'interdiction de la consommation d'alcool.

### Polémiques

#### Critiques de la mesure
Bien qu'il semble qu'une majorité de Français soit favorable à la mesure quelques jours après l'annonce du premier confinement, elle suscite des critiques de la part de certaines personnalités politiques, médicales, associatives et journalistiques.
Dans la classe politique, certains la jugeant « pas assez stricte » tel que le secrétaire national du parti Europe Écologie Les Verts, Julien Bayou, d'autres trouvent les mesures floues, amenant le syndicat des jeunes médecins à saisir le conseil d'État « afin de contraindre le Premier Ministre à prendre en urgence les mesures qui s’imposent, à savoir le confinement total ».
La journaliste Marie Astier souligne que le confinement démultiplie les difficultés pour les mal-logés : logements surpeuplés ou insalubres, familles fragiles et dépendantes des associations et services sociaux désormais fermés. Jean-Baptiste Eyraud, porte-parole de l'association Droit au logement, évoque une « catastrophe » : « Le confinement, pour les mal-logés, c'est comme si on les mettait en prison. Il est évident que pour des raisons de santé publique il faut les sortir de là, mais le gouvernement n'a pas pris de mesures sérieuses là-dessus[réf. nécessaire]. » Selon lui, malgré la réquisition de 2 000 places d'hôtel pour les sans-abri, « on est très loin du compte pour les sans-abri, et il n'y a rien pour les mal-logés. On demande la réquisition des Airbnb. ». Le rapport de la Fondation Abbé Pierre sur le mal-logement, publié en janvier 2020, fait état de près de quatre millions de personnes mal-logées en France.

#### Libertés en France et état de droit
Le 26 mars 2020, le Conseil constitutionnel déclare conforme à la Constitution la loi organique d'urgence destinée à faire face à l'épidémie de Covid-19. La loi organique du 23 mars 2020 suspend les délais liés à l'examen d'une question prioritaire de constitutionnalité, ce qui signifie que tout recours sera reporté d'au moins trois mois après que l'urgence sanitaire sera levée,. Le délai de recours pour une question prioritaire de constitutionnalité soulève des inquiétudes,.
Le Défenseur des droits, Jacques Toubon, demande le 25 mars 2020 l'organisation d'un débat public sur l'état des libertés en France après l'adoption du projet de loi d'urgence sanitaire.
L'avocat Raphaël Kempf considère l'adoption de l'état d'urgence sanitaire comme la fin de l'état de droit.
Il s'exprime le 24 mars dans une tribune du Monde dans laquelle il la désigne sous le terme de loi scélérate, en référence aux lois dénoncées en 1898 par Léon Blum et qui, visant les anarchistes, étaient vues comme susceptibles de violer les libertés élémentaires de tous. Il fait référence à l'état d'urgence sanitaire qualifié par Édouard Philippe d'« état d'urgence de droit commun », lui-même se référant à la loi du 3 avril 1955, adoptée dans le contexte de la guerre d'Algérie, et qui, selon lui, a vu son application se diversifier après les attentats de 2015, visant militants écologistes, musulmans et manifestants. En 2017, l'état d'urgence a été pour l'essentiel intégré au droit commun, pour une durée qui devait être de deux années, mais qui pourrait être prolongée.
Il dénonce le contenu et l'application de ce texte se caractérisant, d'après lui, par un pouvoir arbitraire dépendant de l'interprétation des policiers, ainsi que la possibilité de placer tout contrevenant en garde à vue, c'est-à-dire la privation de liberté décidée par un officier de police judiciaire sous le contrôle d'un magistrat du parquet qui n'est pas indépendant, ainsi que le manque de contrôle judiciaire relativement à ces arrestations.
L'autorisation donnée au gouvernement de légiférer par ordonnances, c'est-à-dire sans débat parlementaire public, dans des domaines comme le droit du travail, mais aussi le droit pénal et la procédure pénale, sans limitation dans le temps prévue par la loi est qualifiée de « mécanisme profondément dérogatoire au droit commun et attentatoires aux principes fondamentaux de notre état de droit ».
Il juge également que l'esprit de la loi nouvelle va à l'encontre de la présomption d'innocence, prévoyant l'allongement des délais de la détention provisoire, qui concerne des prévenus ou des mis en examen présumés innocents, et la possibilité de renouveler celle-ci « au vu des seules réquisitions écrites du parquet et des observations écrites de la personne et de son avocat », revenant ainsi sur la tradition républicaine de l'audience publique, orale et contradictoire.
L'ordonnance du 25 mars 2020 apporte à la procédure pénale des dispositions relatives au confinement afin de limiter les audiences dans les cours et tribunaux et les extractions de détenus pour y assister. L'article 16 de l'ordonnance prolonge de deux ou trois mois, selon les cas, la durée maximale des détentions provisoires ordonnées lors d'informations judiciaires sur des délits[réf. nécessaire]. Selon Louis Boré, président de l'ordre des avocats au Conseil d'État et à la Cour de cassation, la décision du Conseil d'État représente la première fois depuis la loi des suspects de 1793 que l'on ordonne que des gens restent en prison sans l'intervention d'un juge.
Selon Renaud Girard et Jean-Loup Bonnamy, le confinement a porté atteinte aux libertés fondamentales : droit de travailler, de se déplacer, de pratiquer un culte, liberté de réunion. Ils voient dans l'interdiction de visiter les mourants une atteinte à la dignité humaine et aux  « principes anthropologiques les plus fondamentaux ».

##### Vidéosurveillance par drone
Le 2 mai, les associations Ligue des droits de l'homme et La Quadrature du Net déposent une requête devant le juge des référés du tribunal administratif de Paris, contre « le dispositif mis en œuvre par la préfecture de police de Paris depuis le 18 mars 2020 visant à capter des images par drone puis à les exploiter afin de faire respecter les mesures de confinement », au motif d'illégalités au sens de l'article L. 521-2 du code de justice administrative, et enjoignent le préfet de police de Paris de cesser immédiatement de capter des images par drones, de les enregistrer, de les transmettre et de les exploiter. Me Gérard Haas, avocat spécialisé dans le droit des nouvelles technologies, appuie ce recours et dénonce l'émergence d'une « dictature sanitaire ».
D'abord déboutées par le tribunal administratif de Paris, les associations requérantes obtiennent finalement en appel devant le Conseil d'État l'interdiction de l'utilisation des drones.

#### Violences policières et abus
De nombreux cas de violence policière sont dénoncés à la suite de contrôles effectués dans le cadre du confinement,. Plusieurs plaintes sont enregistrées contre les forces de l'ordre pour « violence en réunion avec arme et par personne dépositaire de l'autorité publique » et, au 10 avril, au moins cinq enquêtes sont en cours par l'IGPN,,.
Dans un communiqué du 27 mars 2020, des associations de défense des droits humains telles que Human Rights Watch, la Ligue des droits de l'homme et le Syndicat des Avocats de France s'inquiètent de témoignages et vidéos alarmantes et appellent à la vigilance des autorités pour éviter les contrôles abusifs et les violences,.
Les témoignages dénoncent l'usage de coups, de spray lacrymogène au visage, de clés d'étranglement et de taser, ainsi qu'un cas de policier à moto renversant volontairement un piéton,. Pour au moins deux cas, les violences ont mené à plusieurs jours d'ITT (incapacité temporaire de travail) : c'est le cas pour une jeune mère de 19 ans qui aurait reçu un coup de taser et des coups à Aubervilliers, et qui s'est vue prescrire 5 jours d'ITT par l'hôpital,,, et pour un livreur Amazon de 19 ans sorti sans attestation qui s'est vu prescrire 4 jours d'ITT,,. Dans plusieurs cas, des témoignages ou vidéos retranscrivent également des propos racistes tenus par les policiers pendant ou après la verbalisation, et le ministre de l'intérieur Christophe Castaner a publiquement condamné des propos racistes tenus dans une vidéo diffusée sur internet.
Ces cas sont rapportés essentiellement dans les banlieues, où les contrôles policiers sont « plus intenses et plus durs », selon Laurent Mucchielli, spécialiste des politiques de sécurité.
Plusieurs figures de la lutte contre les violences policières prennent position, notamment Assa Traoré qui déclare qu'« il est important de prendre en considération les facteurs qui poussent certains jeunes à sortir : logement exigu, rupture familiale, violence ». La journaliste Sihame Assbague relaye les positions de la militante Amal Bentounsi, qui dénonce une inégalité de traitement et une stigmatisation de certaines populations.
Amnesty International a présenté une liste de recommandations : une refonte de la stratégie du maintien de l'ordre ; la création d'un organe indépendant pour enquêter sur les plaintes déposées contre des policiers. Sur les discriminations, les autorités devraient publier « des données chiffrées régulières sur les contrôles d'identité par département et par motif justifiant chaque contrôle. […] La gravité des faits constatés, leur répétition en différents endroits du territoire montrent qu'il ne s'agit pas de comportements isolés ». En outre, selon l'association, « une approche exclusivement répressive risque de contribuer à une augmentation des tensions et à un rejet des règles de santé publique, pourtant essentielles ».

#### Controverse autour de l'interdiction de l'usage du vélo
Alertée sur de nombreuses verbalisations injustifiées dues à une mauvaise interprétation du décret 2020-293 du 23 mars, la Fédération française des usagers de la bicyclette (FUB) avait été contrainte de saisir par référé le Conseil d’État. La FUB demandait l’annulation des poursuites, la cessation des verbalisations, la réouverture des aménagements cyclables fermés et une clarification de la communication sur l’usage du vélo.
Au cours de l’instruction, le gouvernement a reconnu que le vélo n’était en aucun cas interdit si les autres contraintes étaient respectés. Le Conseil d’État a estimé, avec la FUB, que cette position juridique ne se reflétait pas de manière claire et sincère dans la communication du gouvernement. Ainsi, le juge des référés a estimé que l’utilisation du vélo relève de la liberté d’aller et venir et du droit de chacun au respect de sa liberté personnelle, et que l'absence de clarté des positions du Gouvernement y portait une atteinte grave et manifestement illégale.
Le Gouvernement doit indiquer publiquement que le vélo est autorisé durant le confinement.

#### Limitations des activités physiques et sportives
Un medecin du sport rappelle l'importance de la pratique du sport en tant qu'auxiliaire de santé et le fait que le risque de contamination en extérieur est très faible. Pour lui, la nécessité de maintenir une bonne condition physique, ne serait-ce que pour être capable d’affronter le virus au cas où on en soit atteint dans un avenir proche est également à prendre en compte. Une pétition à l'initiative d'un accompagnateur en moyenne montagne demande l'accès aux espaces naturels en tant qu'aide à la santé physique, immunitaire et mentale et pointe les pratiques acceptées dans d'autres pays comme l'Allemagne, la Suisse et la Belgique ,,.

#### Restrictions dans l'exercice de l'activité des associations d'aide aux migrants et aux sans-abri
Dans le secteur administratif de la préfecture du Pas-de-Calais, des associations dénoncent des entraves de l'exercice de leur mission bénévole, en contradiction avec les déclarations d'Emmanuel Macron à ce sujet. Des verbalisations abusives, malgré la possession de justificatifs, ainsi que des empêchements d'effectuer des distributions de nourriture en centre-ville sont mentionnées. La préfecture, afin de justifier ces interdictions, évoque le respect des conditions sanitaires dans le cadre de la lutte cotre la propagation du virus. Or, l'action des bénévoles s'applique aussi aux sans-abri, dont certains refusent d'être dans les campements en raison des conditions sanitaires. Utopia 56 et l’Auberge des migrants sont deux associations qui mentionnent des entraves à leur mission de pallier les carences de l'État.
Les associations mentionnent également une poursuite des expulsions des migrants, avec des démantèlements des petits campements quasiment quotidiens, la police venant et les délogeant toutes les 48 heures, prenant parfois les tentes et les couettes, en formulant des menaces de verbalisation envers les spectateurs, ainsi qu'une situation d'urgence alimentaire.
Les enfants migrants sont exposés au risque de contracter le coronavirus en raison des défaillances des autorités de protection de l'enfance à Marseille et à Gap, a déclaré Human Rights Watch. Les enfants migrants non accompagnés ne bénéficient pas d'un abri ni d'autres services essentiels dans les départements des Bouches-du-Rhône et des Hautes-Alpes, qui sont responsables de leur prise en charge, ce qui les met en danger et affaiblit la réponse des autorités à la pandémie.
Malgré les mesures de confinement et de prévention décidées par le gouvernement français, les enfants migrants non accompagnés à Marseille et à Gap continuent de vivre dans des conditions précaires et surpeuplées, sans les services de protection de l'enfance dont ils ont besoin et qu'ils devraient recevoir.

#### Crainte d'une hausse de la précarité et idée du revenu universel de base
Les personnes sans-abri sont vues comme particulièrement exposées au risque durant cette crise, car étant dans l'impossibilité d'adopter les mesures de confinement du fait de leur itinérance et de leurs conditions de vie, davantage vulnérables à la maladie. De plus, les mesures de confinement ont forcé de nombreux organismes d'aide à arrêter ou ralentir leur activité. La ville de Paris met à disposition des gymnases en guise de dortoirs, cependant des associations craignent que de tels arrangements soient propices à la transmission du virus ; l'État promet de réquisitionner des chambres d'hôtel vides sous la pression des groupes d'aide.
Le président socialiste du conseil départemental de Haute-Garonne, Georges Méric, pense que la pauvreté, la précarité et l'exclusion vont augmenter à la suite du confinement. Il demande conjointement avec dix-huit présidents socialistes de conseils départementaux l'établissement d'un revenu de base dès l'âge de 18 ans, qui constituerait un accompagnement renforcé destiné à éviter le problème du non-recours aux droits. Présenté comme une mesure d'égalité et d'inclusion républicaine, le revenu de base deviendrait le fondement d'une société d'après-crise.

#### Conséquences du confinement pour les personnes malades ou fragiles
Le 4 avril, l'Unapei, dans un communiqué, évoque des difficultés rencontrées par les personnes handicapées pour trouver une place à l'hôpital en cas de détresse respiratoire, dans les territoires les plus touchés par l'épidémie. Les équipes hospitalières de soins palliatifs n'interviennent plus dans les établissements médico-sociaux, et le niveau d'autonomie des personnes est devenu, pour le SAMU, un critère d'admission à l'hôpital. L'Unapei demande un renforcement des équipes de soins palliatifs dans les établissements et services médico-sociaux et du matériel adéquat, et dénonce une forme de discrimination (voir capacitisme).

#### Confinement des personnes dans les établissements médico-sociaux et les EHPAD
Le Collectif pour la liberté d'expression des personnes autistes (CLE autistes), soutenu par Validity Foundation, association de défense des droits des personnes handicapées, a déposé une requête urgente devant le Conseil d’État en raison des violations des droits fondamentaux, notamment les droits à la liberté, à la protection contre la détention arbitraire et les droits à la vie et à la dignité.
La requête dénonce la décision prise par Sophie Cluzel de confiner les personnes handicapées vivant dans les établissements d'aide sociale, son absence de base juridique appropriée et l'exposition des personnes handicapées à un risque accru de détresse psychologique et de danger physique pendant la pandémie de Covid-19, la privation de tout contact avec leurs proches et de tout moyen de communication alternatif, l'accroissement de l'opacité de la situation dans les établissements médico-sociaux .
Une plainte a été déposée devant le Conseil d’État afin d'obtenir des mesures d'urgence pour garantir la liberté de circulation, l'égalité et la non-discrimination des personnes handicapées dans les institutions. Est également dénoncée l'absence de comptabilisation par le gouvernement du nombre de morts dans les EHPAD .
Le Collectif évoque des témoignages sur la situation des personnes confinées dans des institutions, notamment l'augmentation des cas d'automutilation, des enfants qui pleurent en cherchant à contacter leurs parents, et plusieurs personnes handicapées qui ont cessé de manger.
Cette crise apparaît comme une occasion afin de dénoncer le « modèle fondé sur la dépendance » des établissements médico-sociaux français, et le non-respect par la France de la Convention relative aux droits des personnes handicapées et de la Convention européenne des droits de l'homme.
Cette alerte a été relayée par d'autres associations.
Le magazine sur le handicap Beaview, relaie le témoignage du directeur d'un établissement spécialisé en Alsace abritant une Maison d'accueil spécialisée (MAS) ainsi qu'un Institut médico-éducatif (IME), disant notamment que l'ARS Grand-Est ne leur a fourni aucun gel, ni blouses, charlottes ou encore lunettes de protection, et qu'ils ont dû se débrouiller avec seulement quatre-vingt masques, parce que la « priorité était donnée aux hôpitaux ». Il est également question du maintien à domicile d'un tiers du personnel des deux sites considéré comme vulnérable, mentionnant comme conséquences notables l'augmentation du passage à l'acte des résidents ainsi que l'augmentation corrélative de la quantité de neuroleptiques administrée. On mentionne aussi l'absence totale de respirateurs.
Devant les inquiétudes du directeur quant à la prise en charge des résidents atteints par la Covid-19 par le centre hospitalier intercommunal de La Lauter, situé à quelques kilomètres de là, un infirmier a répondu « vos résidents vous pouvez les oublier, ils ne sont pas hospitalisables ».

##### Conséquences dans les hôpitaux psychiatriques
Un témoignage relayé le 15 avril 2020 par l'Intersyndicale nationale des internes, recueilli dans un hôpital psychiatrique de banlieue parisienne, évoque les conséquences des protocoles de confinement, comme quoi tout nouveau patient entrant doit être examiné par un médecin généraliste ou urgentiste avant son entrée, puis rester confiné dans sa chambre quatorze jours, sans contact avec les autres patients. Pour tous les patients, y compris ceux qui étaient hospitalisés avant le confinement, il y a suppression des sorties, des visites, des permissions, et des activités de groupe.
L'interne en psychiatrie qui témoigne révèle être forcé de signer des protocoles de chambres d'isolement pour des patients qui ne sont ni agressifs ni agités mais incapables de porter un masque, de rester seuls dans leur chambre, ou jugent les consignes absurdes. Il mentionne également l'incompréhension des patients qui voient Emmanuel Macron à la télévision mentionner l'assouplissement des mesures de confinement accordé aux personnes avec handicap psychique, mental ou cognitif (voir aussi Sophie Cluzel) et se disent « deux fois enfermés », le personnel n'étant pas assez nombreux pour leur permettre de sortir afin d'acquérir des biens de première nécessité.
Il est question d'une jeune patiente, hospitalisée pour une tentative de suicide, victime de violences sexuelles et familiales, incapable de sortir de l'hôpital à cause des refus des foyers à moins de fournir la preuve d'un test de Covid-19 négatif, test que le psychiatre déclare n'avoir ni le droit ni les moyens de faire passer, ainsi que d'une patiente délirante refusant de se rendre dans le service d'urgence désormais obligatoire avant toute hospitalisation en psychiatrie et que le service n'a pas pu accepter et forcé de laisser dehors.
L'unité dédiée à la Covid-19 de l'hôpital en question n'accepte de prendre, parmi les patients du service psychiatrique, qu'un petit nombre de patients diagnostiqués positifs, à savoir ceux que l'on estime « ne pas aller trop mal » sur les plans somatique et psychique.

##### Hiérarchisation de l'accès aux soins en cas de saturation du système de santé
Le site de l'association Handi-social (fondée par Odile Maurin) concernant l'entraide et de défense des droits des personnes en situation de handicap ou de maladies invalidantes, appuyé par d'autres associations de personnes handicapées, dénonce une [Quoi ?]note remise le 17 mars 2020 à la Direction générale de la santé afin de « hiérarchiser » l'accès des malades aux lits de réanimation. Il est question d'un « score de fragilité » selon lequel la dépendance dans les actes de la vie quotidienne, ainsi que les cas de démence, sont considérés comme des éléments majeurs de refus de réanimation. Selon l'association, la gravité du handicap des personnes n'est pas liée à la morbidité, et ces mesures constituent une discrimination de type validiste et utilitariste.
Ce thème des « morts acceptables » a été relayé par d'autres associations.
Lemediasocial.fr, site édité par les Editions Législatives, évoque un mail envoyé le 25 mars 2020 par le directeur du centre hospitalier de Marmande-Tonneins (Lot-et-Garonne), annonçant la mise en place d’un service mobile de prélèvement Covid-19, accompagné de plusieurs pièces jointes, parmi lesquelles des fiches rédigées par la Société française d'accompagnement et de soins palliatifs (SFAP) pour apaiser les souffrances des patients « en cas de dyspnée ou de détresse respiratoire » ainsi qu'un courrier destiné aux médecins coordinateurs incitant à gérer en interne « des formes sévères et critiques non intubables ». Les médecins coordonnateurs seraient ainsi invités à « lister parmi les résidents (…) ceux qui seraient susceptibles d’être hospitalisés » et à transmettre cette liste « avant le 31 mars 2020 ». Le document précise aussi que l’hôpital fournira sur demande le Midazolam.
Claire Fourcade, vice-présidente de la SFAP estime que décider ainsi à l'avance du traitement d'un patient est contraire à l'éthique médicale.
Christian Biotteau, médecin et administrateur de l’Unapei chargé des questions de santé, mentionne l'existence de cette même démarche dans un centre hospitaliser en Vendée.
L’anthropologue Charles Gardou, professeur à l’université Lumière-Lyon-II et spécialiste du handicap, qui a agi pour la reconnaissance des 45 000 victimes de la Seconde Guerre mondiale, décédées dans les hôpitaux psychiatriques, estime à ce sujet que les pénuries de protections médicales appliquées aux personnes handicapées sont aujourd'hui l'équivalent de la pénurie de ressources alimentaires pendant la Seconde Guerre mondiale, et qu'« il n’y a pas de démonstration plus parlante de la hiérarchisation des vies » et souligne « la violence de la mise à l’écart des fragilités, le fantasme de perfection de notre humanité ».
D'après le journaliste Dominique Vidal, qui mentionne la révélation par le Canard enchaîné d'une circulaire du 19 mars, mise en ligne sur le site de la Société française d'anesthésie et de réanimation (SFAR) et référencée dans le document des consignes et recommandations concernant l’appui des établissements de santé aux EHPAD présenté par le ministère des solidarités et de la santé édictant les critères de « non-admission aux soins critiques », la politique actuelle fait penser à la période de l'eugénisme allemand ayant consisté, selon lui, à éliminer les « bouches inutiles » afin de libérer des lits en période de crise (voir Aktion T4). Il évoque l'action du groupe de médecins ayant rédigé la circulaire, qui, avec la caution du ministère et de l'Agence régionale de santé d'Île-de-France, pratiquerait un triage systématisé, en incitant le personnel hospitalier à ne pas admettre en réanimation des catégories de patients déterminées à l'avance.

## Deuxième confinement national, du 30 octobre au 15 décembre 2020

### Mesures
Un nouveau confinement est annoncé par le président Emmanuel Macron le 28 octobre et précisé par le décret no 2020-1310 du 29 octobre 2020. Moins strict que le premier, il laisse les établissements scolaires ouverts ainsi que les classes préparatoires et les BTS. En revanche, les universités doivent assurer les cours magistraux et les travaux dirigés en distanciel, introduisant alors une inégalité de traitement,. Il autorise de nombreux secteurs à poursuivre leur activité (BTP, usines, secteur agricole, certains services publics), permet les visites dans les EHPAD sous réserve de respecter les règles sanitaires. Les chasseurs obtiennent également une dérogation leur permettant de poursuivre leur activité. Il est annoncé en vigueur à partir du vendredi 30 octobre, et dans un premier temps, jusqu'au 1er décembre. Comme lors du premier confinement, des attestations de déplacement dérogatoires sont proposées au téléchargement, de manière à pouvoir justifier ses déplacements. Les célébrations religieuses sont à nouveau interdites,.
À partir du 6 novembre, il est officiellement possible de déménager avec des connaissances pendant le confinement, dans la limite de six personnes. Avant cette date, les déménagements pendant le confinement étaient uniquement possibles seul, avec les membres du même foyer ou avec une société de déménagement. Lors du premier confinement, les déménagements étaient possibles uniquement dans le cas où ils ne pouvaient être reportés.
Selon le médecin infectiologue Jérôme Salomon, le reconfinement n'est pas assez strict en raison des nombreux établissements ouverts par rapport au premier confinement. Il indique que l’inflexion de la courbe du virus en France pourrait donc être plus lente avec « un plateau haut et prolongé ».
Une pétition réunissant des sportifs comme Liv Sansoz, des écologistes et de nombreuses célébrités comme Yann Arthus-Bertrand demande un accès libre à la nature pour ses bienfaits et ceux du sport alors qu'aucune preuve n'existe des risques de contamination en extérieur. Elle déplore l'inégalité créée par la règle du kilomètre qui réserve la nature aux riverains appartenant souvent aux classes favorisées. Elle propose de restreindre l'accès à la nature dans la région de résidence sans limitation de durée.

### Efficacité
Selon les données SI-DEP de Santé publique France, le pic du taux de positivité des tests a été atteint le 26 octobre 2020, soit quatre jours avant le début du confinement . Le taux de positivité reflétant indirectement avec quelque retard la circulation du virus, le pic épidémique réel aurait pu avoir lieu plusieurs jours avant, mais de nombreux effets sur la méthode de mesure notamment liés à la période de vacances scolaires peuvent aussi expliquer cette mesure. 

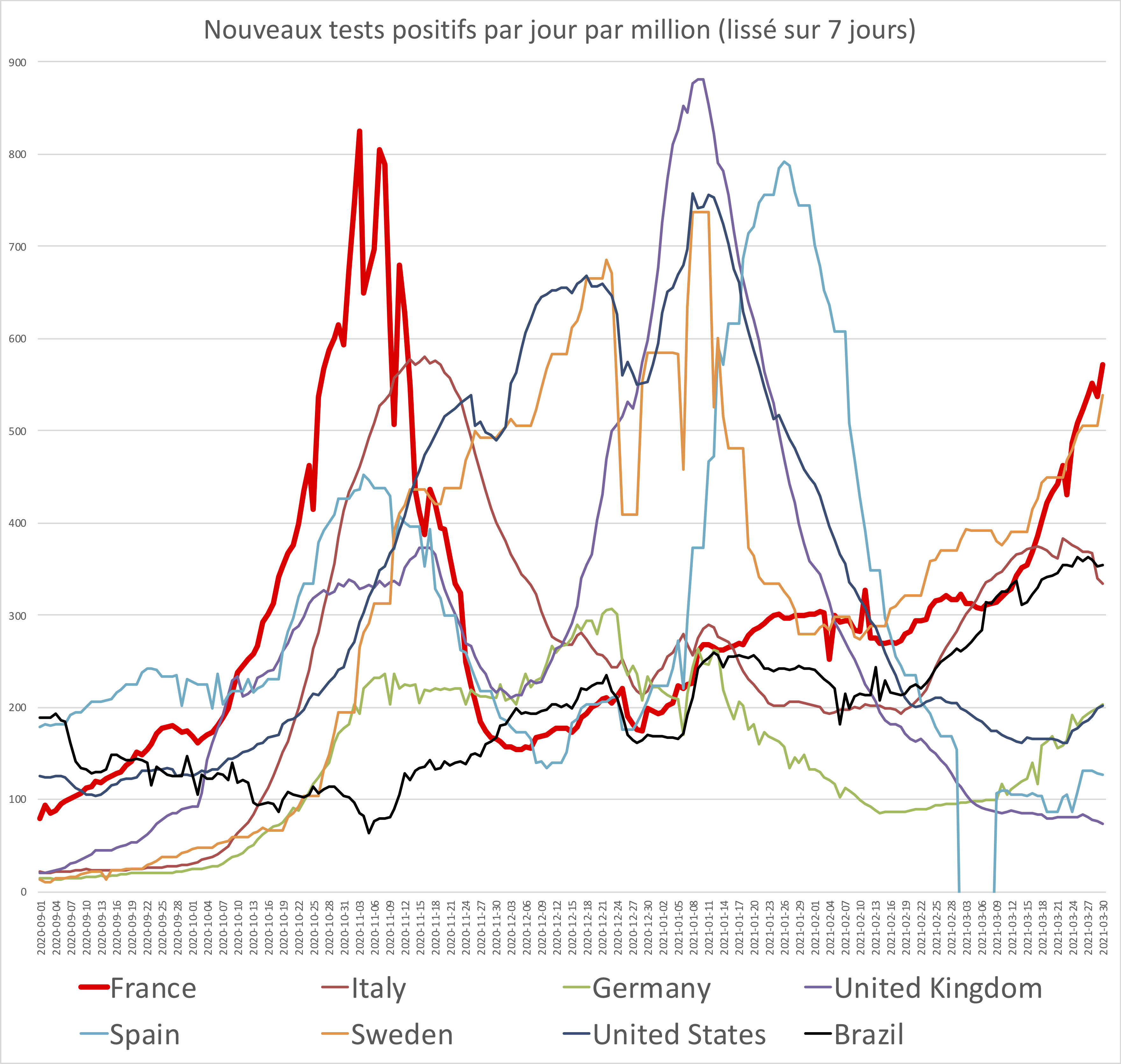
Tests positifs au SARS Cov-2 en France et quelques pays du 1er septembre 2020 au 30 mars 2021.

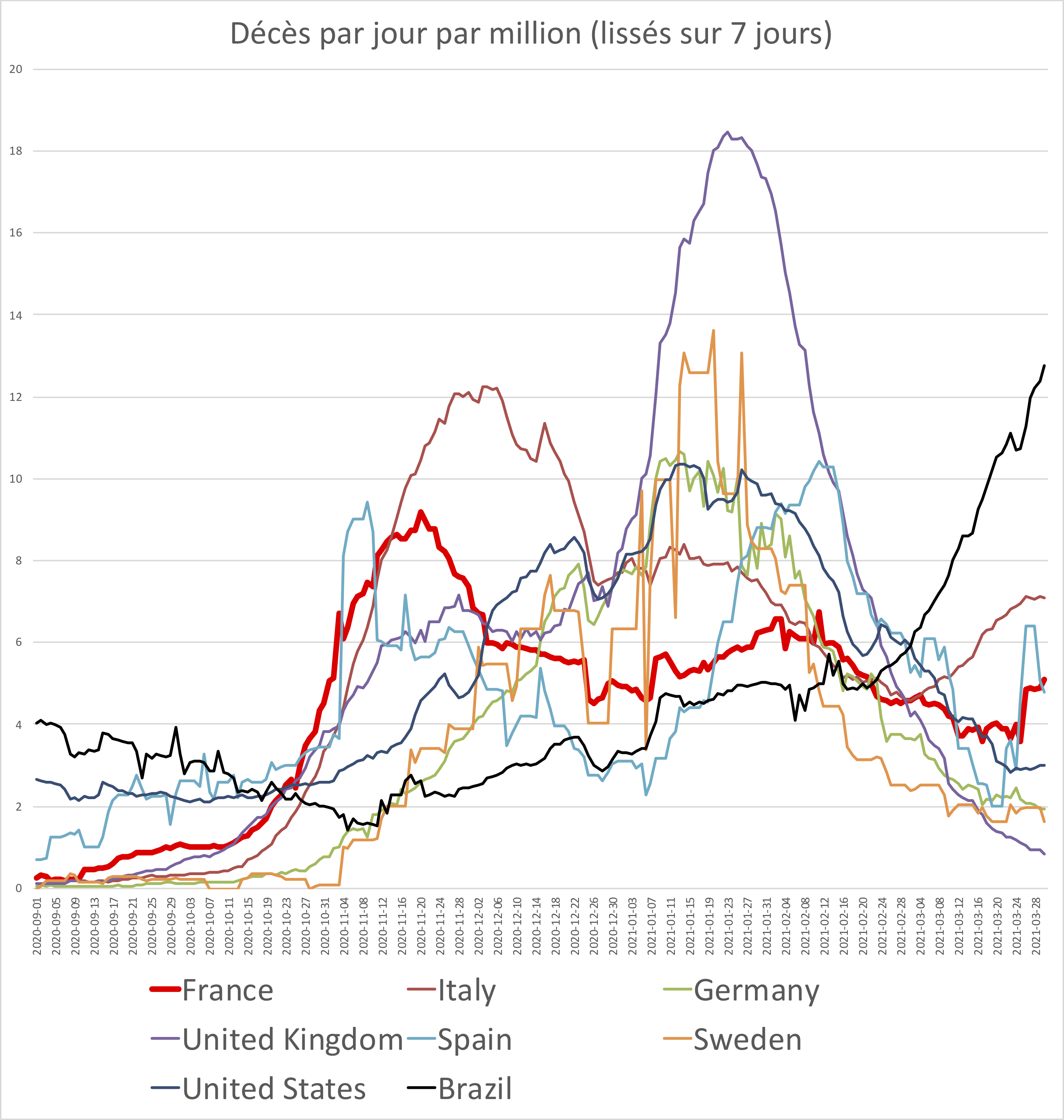
Décès dus au Covid-19 en France et quelques autres pays du 1er septembre 2020 au 30 mars 2021.

Néanmoins, la décroissance du nombre de tests positifs s'établit vers le 6 novembre 2020, sept jours après le début du confinement, et la décroissance de la courbe des décès COVID-19 survient à partir du 22 novembre 2020 (données de Our World In Data), en cohérence avec le délai entre contamination, résultat du test et décès. La période de vacances scolaires a aussi très certainement joué en faveur de l'amortissement de l'épidémie en début novembre.

### Déconfinement
Le mardi 24 novembre, le président de la République, Emmanuel Macron, annonce un déconfinement en trois phases qui sera différent du déconfinement du mois de mai.
La première phase débute le 28 novembre 2020. Elle consiste en un allègement du confinement mis en place. Lors de cette phase, l'attestation de déplacement reste en vigueur mais les déplacements brefs (promenade, loisirs...) sont autorisés dans un rayon de 20 km (contre 1 km auparavant) et pour une durée de 3 h maximum (contre seulement une lors du reconfinement). Les commerces dits « non-essentiels » vont également rouvrir avec un protocole sanitaire renforcé avec une limite d'un client pour 8 mètres carrés, seuls les restaurants, bars, cafés et le monde de la culture restent porte close.
Lors de cette phase, Emmanuel Macron impose un objectif à atteindre pour le 15 décembre, deuxième phase théorique du déconfinement. Il explique que le nombre de personnes en réanimation devra être sous le seuil de 3 000 et que le nombre de cas positifs quotidien devra descendre en dessous de 5 000 afin que la deuxième phase du déconfinement soit enclenchée.
La troisième phase, le 20 janvier, permet d'ouvrir lycées, salles de sports et restaurants. Et l'université enfin le 4 février, ce qui suscite les protestations des présidents d'université qui demandent la possibilité de s'adapter localement aux différents cursus et plannings d'examen et rappellent l'existence de masters à petits effectifs.

## Confinements locaux
À partir du 26 février 2021 au soir, des interdictions de circulation sont mises en place durant les week-ends et sur des territoires restreints, dans les environs de Nice et de Dunkerque,. La presse parle alors de « confinement partiel ».
Le 18 mars 2021, face à la montée des cas de COVID depuis quelques semaines dans certains départements français, Jean Castex annonce un troisième confinement à compter du 19 mars à minuit, dans seize départements, les plus touchés par l'épidémie (les Alpes-Maritimes, la Seine-Maritime, l'Eure ainsi que tous les départements des Hauts-de-France et de l'Île-de-France). Ce confinement est plus souple que les deux précédents, les écoles et les collèges restant ouverts, les lycées basculant en demi-jauge et des déplacements autorisés dans un rayon de dix kilomètres autour du domicile sans limitation de durée. Toutefois, les commerces  « non-essentiels » doivent fermer mais, contrairement aux confinements précédents, les coiffeurs, les cordonniers, les fleuristes, les libraires, les disquaires et les chocolatiers peuvent rester ouverts. L'objectif du gouvernement est de « freiner sans enfermer ».
Depuis le 25 mars, trois nouveaux départements sont concernés par le troisième confinement (l'Aube, la Nièvre et le Rhône) et 24 autres départements sont en vigilance renforcée (l’Ain, les Alpes-de-Haute-Provence, les Ardennes, l’Indre-et-Loire, l’Isère, le Jura, le Loir-et-Cher, la Loire, la Lozère, la Marne, la Meuse, l’Orne, la Savoie, la Haute-Savoie, le Vaucluse, et l’Yonne, viennent s'ajouter aux départements des Bouches-du-Rhône, Doubs, Eure-et-Loir, Gard, Hautes-Alpes, Meurthe-et-Moselle, Moselle et Var). Dans les départements en vigilance renforcée, des moyens supplémentaires en contact tracing et tests Covid y sont mis en œuvre.
Contrairement aux deux premiers confinements ou aux confinements locaux le week-end, les personnes concernées par le troisième confinement n'ont pas besoin d'attestation pour une sortie dans un rayon de dix kilomètres autour du domicile (un justificatif de domicile est suffisant) et il n'y a pas d'interdiction de rendre visite à des proches ou amis, tant qu'ils sont dans un rayon de dix kilomètres. En revanche, le ministre de l'Intérieur Gérald Darmanin rappelle le 23 mars 2021 que les rassemblements sur la voie publique de plus de six personnes sont interdits sur tout le territoire, sauf pour les manifestations déclarées, les sorties des familles nombreuses ou encore le sport en extérieur. Cette règle existait déjà depuis un décret adopté durant le second confinement mais elle n'était pas systématiquement appliquée par la police.

## Troisième confinement national, du 3 avril au 3 mai 2021
Le 31 mars 2021, lors d'une allocution solennelle, Emmanuel Macron annonce, face à la montée des cas de Covid et à la saturation des services hospitaliers, l'étendue des mesures de confinement déjà en vigueur dans 19 départements à tout le territoire métropolitain à compter du 3 avril au soir pour une durée de quatre semaines. Il annonce également la fermeture des crèches et des écoles avec une rentrée le 26 avril, des collèges et des lycées avec une rentrée le 3 mai ainsi que l'unification des vacances de printemps pour tout le territoire : toutes les zones seront en vacances à partir du 12 avril. D'autre part, il annonce l'étendue de la vaccination contre la Covid-19 aux personnes âgées de plus de 60 ans dès le 16 avril, puis à celle âgées de plus de 50 ans dès la mi-mai, et le restant de la population à partir de mi-juin. Enfin, il annonce une possible réouverture des lieux culturels et des terrasses des bars et restaurants à la mi-mai, si la situation sanitaire le permet.
Le 29 avril 2021 le calendrier du déconfinement est précisé :
- 3 mai : réouverture des collèges et lycées en demi-jauge, fin du rayon des 10 km et de l'attestation de déplacement en journée
- 19 mai : réouverture avec des jauges limitées des commerces, musées, monuments, cinémas, théâtres, salles de spectacles avec public assis et réouverture des stades et salles accueillant des compétitions sportives.
- 9 juin : couvre-feu décalé à 23 h, possibilité d'accueillir 5 000 personnes dans les lieux de culture, réouverture des salles de sport et des salons, festivals et concerts.
- 30 juin : fin du couvre-feu et des limites de jauge, possibilité d'accéder à tout événement rassemblant plus de 1 000 personnes en extérieur moyennant un passeport sanitaire[202].

### Mesures
Les librairies sont dorénavant classées comme commerces « essentiels » mais des restrictions s'appliquent néanmoins. Les  librairies restent  ouvertes, elles  ont  rejoint  la liste des commerces dits « essentiels » où l’accueil du public demeure possible. Dès lors, elles peuvent rester ouvertes durant la nouvelle période de confinement, à la différence des deux précédents. Si les librairies peuvent rester ouvertes, l’accueil des clients n’en est pas moins soumis au respect d’un certain nombre de règles, notamment en matière de jauge. Pour les librairies situées dans un centre commercial de plus de 20 000 m2, l’accueil du public est interdit, même pour les retraits de commandes.

## Mesure commune aux confinements: interdiction des rassemblements dans des établissements de cultes
Tout rassemblement dans des établissements de culte est interdit à l'exception des cérémonies funéraires dans la limite de 20 personnes, entre le 16 mars 2020 et le 1er juin 2020,,, puis entre le 3 novembre 2020 et le 3 décembre 2020 (dans cette période la limite est portée à 30 personnes).
En France, le ministre du Culte est seul responsable de la police intérieure de son édifice cultuel, limitant les pouvoirs du maire de la commune. Toutefois, le Conseil d’État, dans un arrêt du 26 décembre 1913, a autorisé  l'intervention des forces de l'ordre lors de l’exécution de mesures indispensables à la sécurité publique, ces missions devant toutefois se dérouler sans arme.
Pour ce motif, la police est ainsi intervenue aux églises Saint-André-de-l'Europe et Saint-Nicolas-du-Chardonnet à Paris, en la cathédrale Saint-Étienne de Toulouse,, puis à l'église Notre-Dame-de-Lourdes de Vannes, dans ces quatre cas sur signalement de voisins.
Dans certains cas, aurait été commise de la part des forces de l'ordre, l'erreur d'entrer munis de leur arme de service,,.
En novembre, se produisent en France des rassemblements de fidèles catholiques appelant au retour des messes,. Certains catholiques se rassemblent devant les églises et cathédrales, récitant des chapelets et entonnant des chants religieux.

## Conséquences des confinements

### Économie
Au premier trimestre 2020, le produit intérieur brut de la France (PIB) en volume baisse fortement : −5,8 %, soit la baisse la plus forte sur l’historique de la série trimestrielle, depuis 1949. Cette baisse est principalement liée à l’arrêt des activités « non essentielles » dans le contexte de la mise en place du confinement à partir de la mi-mars. Les dépenses de consommation des ménages chutent, ainsi que les exportations. La baisse est encore plus forte au deuxième trimestre : −13,8 %. Un rebond se produit au troisième trimestre : +18,2 %, néanmoins, le PIB demeure à −4,3 % par rapport au troisième trimestre 2019.
Entre mars et septembre 2020, un peu plus de 6,6 milliards d’heures d’activité partielle ont été autorisées. Au mois d’avril, 790 millions d’heures d’activité partielle ont été consommées. Ces heures concernaient 8,1 millions de salariés.
Les deux confinements successifs et la baisse de la consommation ont un effet sur l'épargne moyenne des Français, qui augmente en 2020 de 2 000 euros par habitant, soit une augmentation totale de 56 milliards d'euros, ou 8,5 %.
A contrario, il s'est produit dans le même temps une hausse des ventes de certains produits de consommation courantes comme les pâtes et le papier toilette. Une œuvre d'art urbain en forme de mémorial au confinement et composée de papier toilette et de pâtes a été placée dans la rue à cette occasion par le collectif Admere.

### Transports et déplacements
Les données fournies par Google, Apple et Citymapper montrent que les déplacements domicile-travail au premier confinement ont chuté de 60 %. Les deux confinements suivant ont eu des effets limités (de l’ordre de - 30 %), inférieurs à ceux des vacances de Noël.
À Paris, les émissions liées au trafic routier diminuent de 70 %, en novembre, la diminution est de 20 %,.
La baisse du trafic routier s'est également accompagnée en mars d'une baisse des nuisances sonores (-4 dB à - 6 dB) d'origines routières (voir graphique ci-dessous). En novembre, la diminution de bruit est beaucoup plus faible.
Selon les données de l'ONISR, la mortalité a baissé en situation de transports au cours du premier semestre de 2020 :
- par type d'usage, la mortalité des automobilistes baisse de 63 %, celles des piétons de 57 %, celle des cyclistes de 73 %, celle des motocyclistes de 73 %, celle des cyclomotoristes de 50 % et celle des conducteurs de poids lourds de 40 %.

- par tranche d'âge, la mortalité baisse de 76 % pour les enfants mineurs, de 63 % pour les jeunes adultes (de 18 à 24 ans), de 61 % pour les 25-44 ans, de 57 % pour les 45-64 ans, de 60 % pour les 65-74 ans et de 78 % pour les plus de 75 ans.

Le nombre d’accidents et de morts sur les routes a diminué durant les deux confinements de 2020 (voir graphique ci-dessous).
Le graphique qui aurait dû être présenté ici ne peut pas être affiché car il utilise l'ancienne extension Graph, désactivée pour des questions de sécurité. Des indications pour créer un nouveau graphique avec la nouvelle extension Chart sont disponibles ici.

Le graphique qui aurait dû être présenté ici ne peut pas être affiché car il utilise l'ancienne extension Graph, désactivée pour des questions de sécurité. Des indications pour créer un nouveau graphique avec la nouvelle extension Chart sont disponibles ici.

### Consommation d'énergie
Avec la mise à l'arrêt de nombreux secteurs de l'économie, la consommation d’énergie a beaucoup baissé lors du premier confinement, d'environ 20 % par rapport à un mois de mars comparable météorologiquement. Au mois de mai, la baisse est de seulement 8,7 % par rapport à ce qui était attendu (estimation basée sur l’historique des dernières années), suivant ainsi une tendance de retour à la normale.
Chez les particuliers, la consommation a augmenté de 4 % lors du premier confinement. Selon Engie, entre le 25 octobre et le 25 novembre 2020, les ménages ont en moyenne consommé +35% de gaz et +20% d’électricité, par rapport à la même période en 2019. Ces chiffres, corrigés des effets météorologiques, sont liés au maintien à domicile des Français.

### Hausse des divorces
La France subit une hausse des divorces pendant le confinement de 2020.
Ces séparations résultent de plusieurs motifs dont essentiellement des découvertes d'infidélités et des querelles quotidiennes . Les mariés sont confrontés à la vie commune 24 heures sur 24, ce qui pour certains, n'est pas dans leurs habitudes. Cette responsabilité engendre des mésententes que ce soit dans les tâches ménagères, dans la manière de gérer les enfants ou encore dans l'incapacité de se supporter toute la journée pendant une longue période. Certains conjoints qui pensaient au divorce, mais qui visiblement nécessitaient un amorçage, ont finalement agi, tandis que d'autres se sont séparés d'un commun accord.
Lors de la pandémie, une augmentation depuis 2019 a eu lieu dans laquelle : «25% des couples en divorce consensuel, 11% des couples cherchent à prendre leur distance et 4% des couples souhaitent se séparer définitivement»,
Alors que les souhaits de divorce augmentent, les voies vers le divorce sont plus limitées. Le système judiciaire n'étant pas ouvert ou passant en distanciel, ce processus est rendu beaucoup plus difficile à lancer ou à exécuter. Il connaît donc un important arriéré d'affaires. Depuis le premier confinement, un couple qui souhaite divorcer doit attendre jusqu'à environ le mois de mars 2021 pour obtenir une tentative de conciliation. Avant la pandémie, il fallait attendre en moyenne quelques mois pour ce rendez-vous. À la sortie du confinement[Lequel ?], la justice a pris six mois de retard et doit rattraper une vague de demandes qui ne pouvait donc pas être traitée, les tribunaux étant fermés.
Impact sur les services de transport VTC
Dans ce contexte de restrictions de déplacement, les entreprises de transport ont dû profondément adapter leurs offres pour répondre aux besoins essentiels tout en respectant les mesures sanitaires. Les services de VTC (voitures de transport avec chauffeur) restent autorisés pour des trajets indispensables — professionnels, médicaux ou liés aux achats de première nécessité — à condition de garantir la sécurité sanitaire des passagers et des chauffeurs. En Île‑de‑France, la société Queen VTC s’est distinguée en proposant une plateforme de réservation en ligne optimisée, intégrant notamment une page dédiée à ses services à Boulogne‑Billancourt, accessible via ce lien. L’entreprise a mis en place des protocoles rigoureux : port systématique du masque, désinfection fréquente des surfaces et mise à disposition de gel hydroalcoolique, permettant ainsi d’assurer des déplacements sûrs pendant les périodes de confinement.

## Alternative au confinement
Ces mesures d'auto-confinement sont perçues par la Commission européenne comme contraires à la liberté de circulation. En réponse à cette problématique, l'UE a développé le certificat COVID numérique de l’UE dit passe sanitaire européen.
Pour éviter le confinement, le passe sanitaire a été proposé comme solution:

« Si nous n'avions pas le Pass Sanitaire aujourd'hui, on serait obligés de refermer, c'est-à-dire de faire porter la contrainte sur tout le monde. Avec le Pass Sanitaire on la fait porter uniquement sur celles et ceux qui ne se sont pas encore fait vacciner et en leur demandant de se tester pour protéger les autres. »

— Emmanuel Macron, Président de la République française